# Старогорожено
Старогорожено (укр. Старогорожене) — село в Баштанском районе Николаевской области Украины.
Основано в 1809 году. Население по переписи 2001 года составляло 1077 человек. Почтовый индекс — 56135. Телефонный код — 5158. Занимает площадь 1,5 км².

## Местный совет
56135, Николаевская обл., Баштанский р-н, с. Старогорожено, ул. Привольненская, 2